# Ethan Hawke

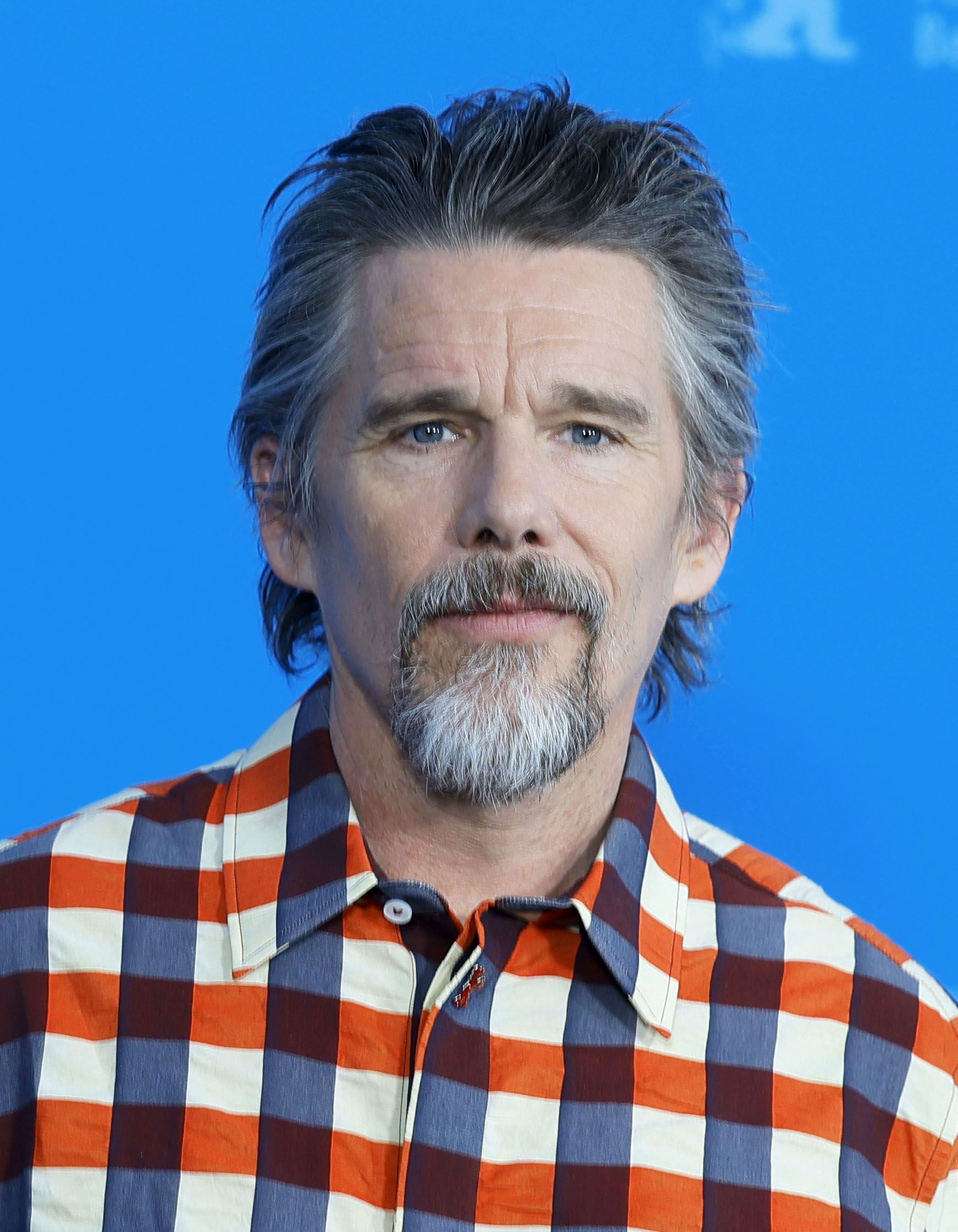
Ethan Hawke bei der Berlinale 2025

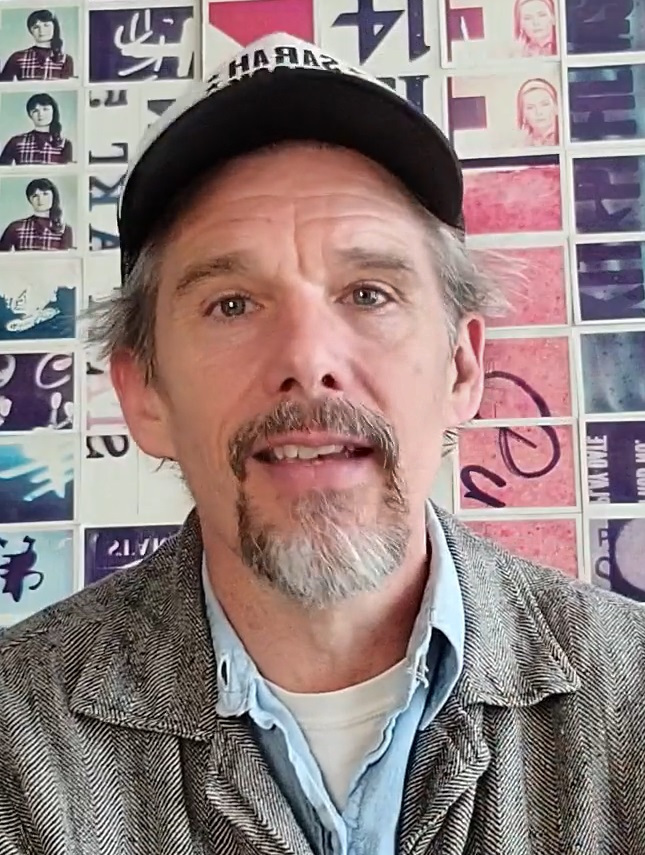
Hawke (2022)

Ethan Green Hawke (* 6. November 1970 in Austin, Texas) ist ein US-amerikanischer Schauspieler, Schriftsteller, Filmproduzent und Drehbuchautor.

## Leben und Wirken

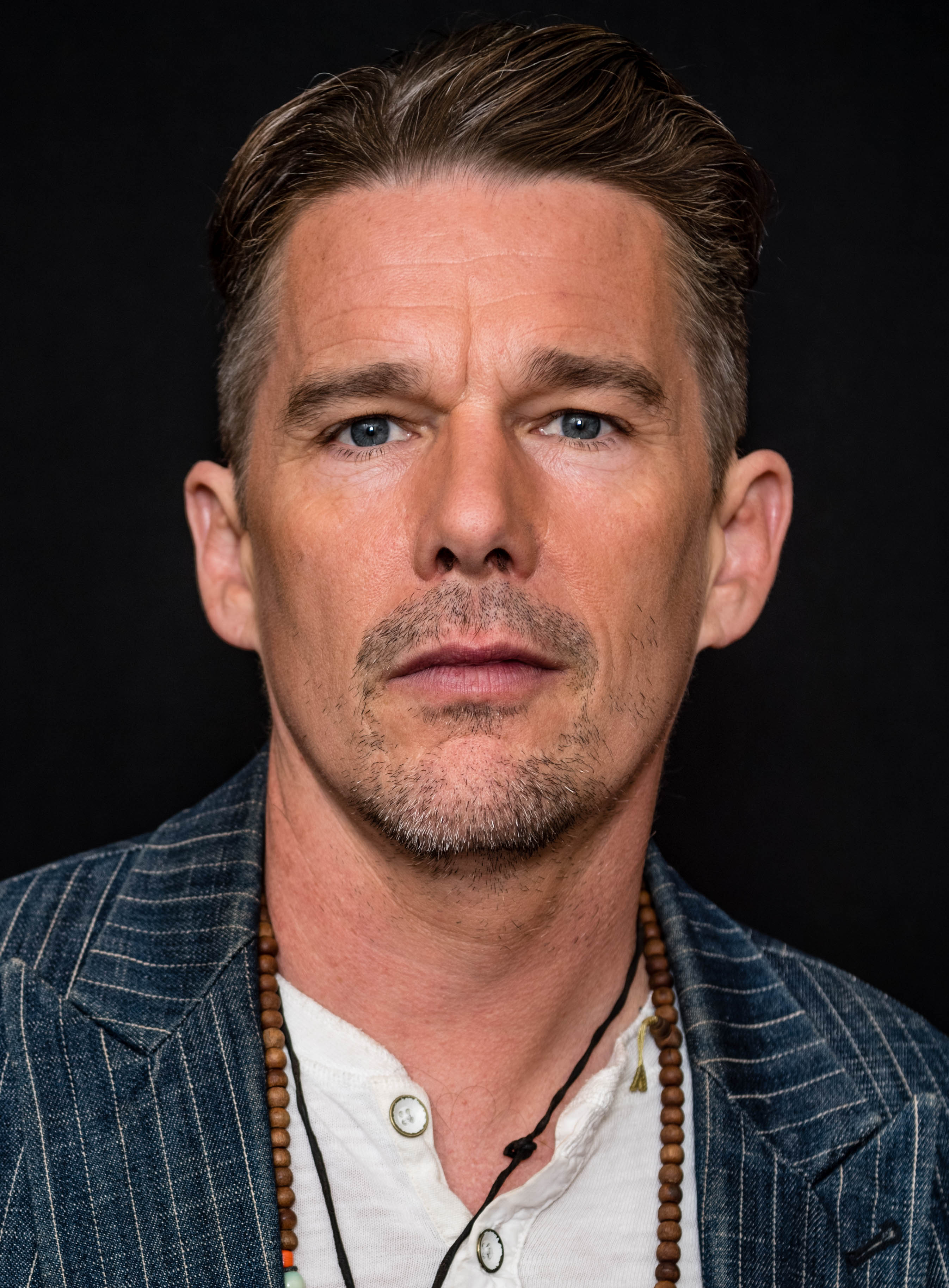
Hawke bei der Vorstellung des Films First Reformed beim Montclair Film Festival im Mai 2018

Kurz nach Hawkes Geburt trennten sich seine Eltern. Nach der erneuten Heirat seiner Mutter ließ sich die Familie in Princeton nieder.
Der ausgebildete Schauspieler und Bühnendarsteller stand als 14-Jähriger erstmals in der Science-Fiction-Produktion Explorers – Ein phantastisches Abenteuer vor der Kamera. In Princeton nahm er Schauspielunterricht am renommierten McCarter-Theater, besuchte Schauspielkurse der British Theatre Association in England und der Carnegie Mellon University in Pittsburgh. Seinen Durchbruch als Schauspieler erlangte er 1989 mit Der Club der toten Dichter, auf den zahlreiche weitere Kinofilme folgten. Im Jahr 1997 spielte er neben Uma Thurman und Jude Law eine Hauptrolle in Andrew Niccols Film Gattaca. Für seine Rolle als Officer Jake Hoyt in Training Day wurde er 2002 für den Oscar als Bester Nebendarsteller nominiert. 2005 erzielte er mit seinen Co-Autoren in der Kategorie Bestes adaptiertes Drehbuch eine weitere Oscarnominierung für Before Sunset. In Chelsea Walls, der im Jahre 2001 während der Internationalen Filmfestspiele von Cannes gezeigt wurde, sowie in der 2007 entstandenen Verfilmung seines eigenen Romans The Hottest State führte er darüber hinaus Regie.
Als Autor debütierte Hawke erfolgreich 1996 mit dem Roman Hin und weg (The Hottest State), in dem er eine Liebesgeschichte zwischen zwei jungen Intellektuellen im New York der 1990er-Jahre erzählt. Sein zweiter Roman Aschermittwoch (Ash Wednesday) erschien 2003.
Im Mai 2009 war Hawke im Rahmen der Ruhrfestspiele in Recklinghausen neben Sinéad Cusack und Rebecca Hall in Anton Pawlowitsch Tschechows Der Kirschgarten und in William Shakespeares Das Wintermärchen zu sehen. Vom Oktober 2013 bis Januar 2014 spielte Hawke im Lincoln Center in einer Neuinszenierung von Shakespeares Macbeth mit.
Hawke arbeitete wiederholt mit den Regisseuren Richard Linklater, Antoine Fuqua, Andrew Niccol und James DeMonaco zusammen. Als Drehbuchautor entwickelte er die auf einem Roman von James McBride basierende Miniserie The Good Lord Bird (2020), in der er auch die Hauptrolle übernahm. 2023 wurde der von ihm inszenierte Film Wildcat veröffentlicht, der sich um Flannery O’Connor dreht und die von Hawkes Tochter Maya dargestellt wird.
2022 führte Hawke Regie bei der Dokuserie The Last Movie Stars über das Schauspieler-Ehepaar Paul Newman und Joanne Woodward, die bei den Filmfestspielen von Cannes ihre Premiere feierte.
Seine deutsche Synchronstimme wird ihm überwiegend von Andreas Fröhlich und Frank Schaff verliehen.

## Privatleben

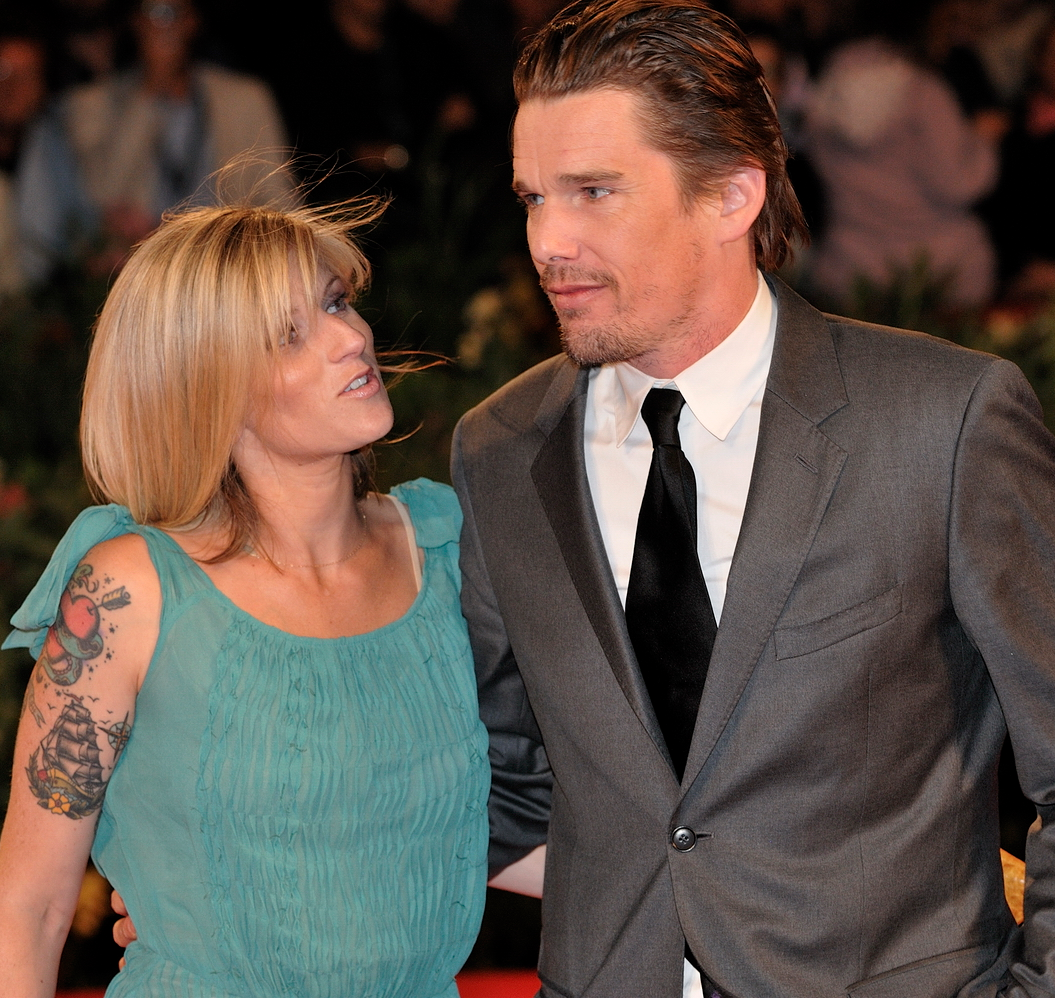
Hawke mit seiner Ehefrau Ryan Shawhughes (2009)

Am 1. Mai 1998 heiratete Hawke die Schauspielerin Uma Thurman, mit der er eine Tochter (Maya Hawke, * 1998) und einen Sohn (* 2002) hat. Die beiden trafen sich am Set von Gattaca. Nachdem Hawke beschuldigt worden war, untreu gewesen zu sein, wurde die Ehe am 20. Juli 2004 geschieden. Im Juni 2008 heiratete er Ryan Shawhughes, die früher als Kindermädchen für Thurman und Hawke gearbeitet hatte. Das Ehepaar hat zwei Töchter (* 2008, * 2011).

## Filmografie

### Schauspieler (Auswahl)
- 1985: Explorers – Ein phantastisches Abenteuer (Explorers)
- 1988: Lion’s Den (Kurzfilm)
- 1989: Der Club der toten Dichter (Dead Poets Society)
- 1989: Dad
- 1991: Wolfsblut (White Fang)
- 1991: Mystery Date – Eine geheimnisvolle Verabredung (Mystery Date)
- 1992: Spezialeinheit IQ (A Midnight Clear)
- 1992: Waterland
- 1993: Überleben! (Alive)
- 1993: Auf der Suche nach dem Glück (Rich in Love)
- 1994: Haltlos (Floundering)
- 1994: Reality Bites – Voll das Leben (Reality Bites)
- 1995: Before Sunrise
- 1995: The Moviemaker (Search and Destroy)
- 1997: Gattaca
- 1998: Große Erwartungen (Great Expectations)
- 1998: Die Newton Boys (The Newton Boys)
- 1998: Schrille Nächte in New York (The Velocity of Gary)
- 1999: Schnee, der auf Zedern fällt (Snow Falling on Cedars)
- 2000: Hamlet
- 2001: Waking Life
- 2001: The Jimmy Show
- 2001: Tape
- 2001: Training Day
- 2003:	Alias – Die Agentin (Fernsehserie, Episode "Doppelagent")
- 2004: Before Sunset
- 2004: Taking Lives – Für Dein Leben würde er töten (Taking Lives)
- 2005: Das Ende – Assault on Precinct 13 (Assault on Precinct 13)
- 2005: Das Traumdate (One Last Thing…)
- 2005: Lord of War – Händler des Todes (Lord of War)
- 2006: Fast Food Nation
- 2007: Tödliche Entscheidung – Before the Devil Knows You’re Dead (Before the Devil Knows You’re Dead)
- 2008: What Doesn’t Kill You
- 2009: Staten Island
- 2009: Daybreakers
- 2009: New York, I Love You
- 2010: Gesetz der Straße – Brooklyn’s Finest (Brooklyn’s Finest)
- 2010: Moby Dick
- 2012: Die geheimnisvolle Fremde (La femme du Vème)
- 2012: Sinister
- 2012: Total Recall
- 2013: The Purge – Die Säuberung (The Purge)
- 2013: Before Midnight
- 2013: Getaway
- 2014: Boyhood
- 2014: Predestination
- 2014: Anarchie (Cymbeline)
- 2014: Good Kill – Tod aus der Luft (Good Kill)
- 2015: New York Saints (Ten Thousand Saints)
- 2015: Regression
- 2015: Maggies Plan (Maggie’s Plan)
- 2015: Born to Be Blue
- 2016: The Phenom
- 2016: In a Valley of Violence
- 2016: Die glorreichen Sieben (The Magnificient Seven)
- 2016: Maudie
- 2017: Valerian – Die Stadt der tausend Planeten (Valerian and The City of A Thousand Planets)
- 2017: First Reformed
- 2017: Du lebst noch 24 Stunden (24 Hours to Live)
- 2018: Juliet, Naked
- 2018: Die Stockholm Story (Stockholm)
- 2019: La Vérité – Leben und lügen lassen (La Vérité)
- 2019: The Kid – Der Pfad des Gesetzlosen (The Kid)
- 2020: Tesla
- 2020: The Good Lord Bird (Miniserie)
- 2020: Cut Throat City – Stadt ohne Gesetz (Cut Throat City)
- 2021: Zeros and Ones
- 2021: The Guilty
- 2021: The Black Phone
- 2022: Moon Knight (Fernsehserie)
- 2022: The Northman
- 2022: Glass Onion: A Knives Out Mystery
- 2022: Raymond & Ray
- 2023: Strange Way of Life
- 2023: Leave the World Behind
- 2025: Blue Moon
- 2025: She Dances

### Regie
- 1994: Straight to One (Kurzfilm)
- 2001: Chelsea Walls
- 2007: The Hottest State
- 2018: Blaze
- 2022: The Last Movie Stars (Dokuserie)
- 2023: Wildcat

### Drehbuch
- 2004: Before Sunset
- 2007: The Hottest State
- 2013: Before Midnight
- 2020: The Good Lord Bird (Miniserie)
- 2023: Wildcat

## Werke
- Hin und weg (The Hottest State). Ullstein Verlag, Berlin 1996, ISBN 3-548-24589-7.
- Aschermittwoch (Ash Wednesday). Kiepenheuer & Witsch, Köln 2002, ISBN 3-462-03075-2.
- Regeln für einen Ritter (Rules For a Knight). Kiepenheuer & Witsch, Köln 2016, ISBN 978-3-462-04933-6.[4]
- Hell strahlt die Dunkelheit (A Bright Ray of Darkness). Kiepenheuer & Witsch, Köln 2021, ISBN 978-3-462-00165-5.

## Auszeichnungen (Auswahl)
- 2002: nominiert für den Oscar als Bester Nebendarsteller (Training Day)
- 2005: nominiert für den Oscar Bestes adaptiertes Drehbuch (Before Sunset)
- 2013: nominiert für den Oscar Bestes adaptiertes Drehbuch (Before Midnight)
- 2015: nominiert für den Oscar als Bester Nebendarsteller (Boyhood)
- 2015: nominiert für den Golden Globe als Bester Nebendarsteller (Boyhood)
- 2016: Donostia Lifetime Achievement Award beim Festival Internacional de Cine de San Sebastián[5]
- 2018: Excellence Award beim Locarno Festival
- 2021: Screen Actors Guild Award, Nominierung als Bester Darsteller in einem Fernsehfilm oder Miniserie (The Good Lord Bird)[6]
- 2021: Gotham Award, Nominierung als Bester Darsteller in einer neuen Serie (The Good Lord Bird)[7]